# I. Heidberg
I. Heidberg, teils auch Obenheidberg genannt, ist eine teils wüst gefallene Ortslage in der bergischen Großstadt Solingen.

## Lage und Beschreibung
I. Heidberg befindet sich westlich der Solinger Innenstadt am Südrand des Stadtbezirks Solingen-Mitte in der Nähe der Grenze zu Höhscheid. Der Ort, der teils wüst gefallen ist, liegt zwischen der Kirschbaumer Straße, der Kotter Straße und dem Baseballpark Weyersberg. Dort befindet sich heute ein kleiner Grünzug in Höhe der Einmündung der August-Dicke-Straße in die Kotter Straße. Südwestlich an I. Heidberg vorbei verläuft in einer Kurve die Bahnstrecke Solingen–Remscheid auf dem Abschnitt zwischen dem Haltepunkt Solingen Grünewald und dem Solinger Hauptbahnhof in Ohligs.
Benachbarte Orte sind bzw. waren (von Nord nach West): Mangenberg, Weyersberg, Solingen, Dickenbusch, Kirschbaumer Hof, Obenpilghausen, Kotterheidberg und II. Heidberg.

## Etymologie
Der Ortsname wird gedeutet als Berg, an dessen Anhängen Heidekräuter wachsen. In Abwandlungen kommt dieser Ortsname in der heutigen Großstadt Solingen mehrfach vor, so etwa in Heide, Heidufer oder Heider Hof.

## Geschichte
Heidberg ist seit dem 15. Jahrhundert nachgewiesen. Die erste urkundliche Erwähnung des Ortes erfolgte im Zehntverzeichnis der Abtei Altenberg von 1488 als zom Heytbergh. Er gehörte der Honschaft Solingen innerhalb des Amtes Solingen an. Zwar lag er unmittelbar vor der Stadt Solingen, gehörte aber nicht mehr zum Stadtgebiet. So gehörte er stattdessen der Außenbürgerschaft Solingen an, die seit dem Mittelalter den ländlichen Außenbezirk der Stadt Solingen umfasste. 
In dem Kartenwerk Topographia Ducatus Montani von Erich Philipp Ploennies, Blatt Amt Solingen, ist I. Heidberg mit einer Hofstelle verzeichnet und als Heiberg benannt. Die Topographische Aufnahme der Rheinlande von 1824 verzeichnet den Ort als Heidbergoben. Die Preußische Uraufnahme von 1844 verzeichnet ihn als Ob. Heidberg. In der Topographischen Karte des Regierungsbezirks Düsseldorf von 1871 ist der Ort nur unbenannt verzeichnet. Die Preußische Neuaufnahme von 1893 verzeichnet den Ort als I. Heidberg.
Nach Gründung der Mairien und späteren Bürgermeistereien Anfang des 19. Jahrhunderts gehörte I. Heidberg zur Bürgermeisterei Solingen.
Zwischen 1863 und 1867 wurde durch den Ort die Bahnstrecke Wuppertal-Oberbarmen–Solingen zum in der Nähe angelegten Bahnhof am Solinger Weyersberg trassiert. Die Strecke wurde Ende der 1880er Jahre in südöstliche Richtung zum neuen Bahnhof Solingen Süd erweitert, dem späteren Solinger Hauptbahnhof (alt). Die Strecke führte dabei über den südlich gelegenen Kirschbaumer Hof an der Innenstadt vorbei. Der Anschluss an das Eisenbahnnetz bewirkte im Mangenberger Bezirk, an dessen Südrand der I. Hedberg lag, eine Vielzahl von Industrieansiedlungen. Die größte dieser Fabriken war ein 1872 gegründetes Stahlwerk, der Siegen-Solinger Gussstahl-Aktien-Verein, dessen Fabrikareal sich in Spitzenzeiten von der heutigen Alexanderstraße bis zum Weyersberg erstreckte. Das Stahlwerk ging aufgrund von Kapitalmangel Anfang der 1930er Jahre in Konkurs.
Von der ursprünglichen Hofschaft ist östlich der ehemaligen Gaststätte Heidberger Stübchen kaum noch etwas vorhanden. Die meisten Gebäude wurden niedergelegt, dort befindet sich heute ein kleiner Grünzug, der den Baseballpark Weyersberg nach Westen hin begrenzt. Der Ortsname Heidberg ist im Solinger Stadtplan heute nur noch an der Stelle des früheren II. Heidbergs verzeichnet.